# Турікаси (Чебоксарський район)
Туріка́си (рос. Турикасы, чув. Турикасси) — присілок у складі Чебоксарського району Чувашії, Росія. Входить до складу Яниського сільського поселення.
Населення — 49 осіб (2010; 48 у 2002).
Національний склад:
- чуваші — 100 %